# Gordon Cullen
Gordon Cullen (Bradford, 9 agosto 1914 – Londra, 11 agosto 1994) è stato un urbanista britannico.

## Biografia
È stato un importante personaggio legato alla pianificazione e soprattutto alla progettazione urbana anche se non finì mai gli studi universitari. 
Nel secondo dopoguerra frequenta il gruppo di architetti inglesi che ricercavano una pianificazione che avesse come paradigma il paesaggio in città. Ampio spazio di queste tematiche fu dato dalla rivista Architectural review dove per anni si fece paladina di questa riflessione e dove molti di questi architetti collaborarono, tra questi anche Cullen.
Cullen fu molto attivo in questa discussione e affrontò le tematiche della visione urbana la quale doveva avere come aspetto peculiare l'impressionare colui che la guarda. Il tema della vista e del concetto del pianificare come forma artistica verranno sviluppati da Cullen nel libro dal titolo originale "Townscape" del 1961 tradotto in italiano Il paesaggio urbano. Morfologia e progettazione soltanto nel 1976. Nella versione inglese è seguita nel 1971 una nuova edizione del libro molto rimaneggiata in quanto furono eliminati dei capitoli e chiamata The concise Townscape.
Legato al tema della vista sottolinea che per aumentare l'impressione di chi guarda su un particolare luogo bisognava studiare attentamente i materiali che la compongono: strade, alberi, marciapiedi, muri, illuminazione, pubblicità. Importante è il floorscape (un neologismo creato da Cullen come tante parole all'interno del libro espediente utilizzato per dimostrare la novità di questa forma d'arte) cioè il paesaggio dalla pavimentazione in quanto luogo privilegiato dalla percezione della collettività urbana. Inoltre proponeva come rimedio allo sprawl l'alta densità abitativa in maniera tale che la forte concentrazione di abitanti rimettesse in moto l'aspetto partecipativo dei cittadini e non più il carattere isolazionista che si crea nelle New Town. 